# Christen Ostenfeld
Christen Ostenfeld (* 27. November 1900; † 19. Februar 1976) war  ein dänischer Bauingenieur, Gründer von COWI.
Ostenfeld war der Sohn des Professors für Bauingenieurwesen Asger Ostenfeld. Er studierte an der Technischen Universität Dänemarks mit dem Abschluss 1924. Danach sammelte er sechs Jahre Auslandserfahrung in Frankreich und der Schweiz, wo er auch weiter studierte. In der Schweiz war er bei EMPA, dann in der französischen Ingenieursfirma Geleff und dann in der französischen Niederlassung des dänischen Ingenieurbüros Christiani und Nielsen. 1930 kehrte er nach Kopenhagen zurück, promovierte dort und gründete sein eigenes Ingenieurbüro. Markante Bauten waren der Umbau der National Scala 1931 unter Verwendung von Stahlbeton, die Aggersundbrücke über den Limfjord (1942 eingeweiht) und die K. B. Hallen 1938. Im Zweiten Weltkrieg war er in führender Rolle im dänischen Widerstand (Schatzmeister des dänischen Befreiungsrats). Nach dem Krieg setzte er auf Spannbeton und nahm Kontakt zu Eugène Freyssinet auf, dessen Methoden er unter anderem dem kälteren Klima in Dänemark anpasste. 1948 entwickelte er ein Spannbetonsilo nach dem System Ostenfeld, das ein großer Erfolg wurde. 1946 nahm er  Wriborg W. Jønson als Partner auf. In die Ägide von Ostenfeld fiel noch die Expansion in den Brückenbau mit der  Spannbeton-Hängebrücke in Uittamo in Finnland (1960) und der 1965 bis 1970 gebauten Ny Lillebæltsbro. 1972 ging er in den Ruhestand. 
Ostenfeld schrieb ein Buch über französische Bauingenieure. Er war von Freyssinet, seiner Risikobereitschaft und intuitiver Herangehensweise, beeindruckt und arbeitete schon 1941 mit ihm für eine (nicht realisierte) Brücke nach Fanø zusammen. Ostenfeld war wesentlich an der Verbreitung der Kenntnis über Spannbeton in Dänemark beteiligt, ebenso wie der Belgier Gustave Magnel, der im Gegensatz zu Freyssinet ein guter Kommunikator war und 1948 Vorlesungen in Dänemark hielt. Auch die deutschen (besonders Emil Mörsch) und schwedischen Schriften und Bemessungsvorschriften beeinflussten Ostenfeld (wobei die schwedische Praxis stark von der deutschen beeinflusst war), sie waren ihm aber teilweise auch zu kompliziert.  1949 wurde die neue dänische Norm erlassen, die auch auf Spannbeton einging. Erste Anwendung in Dänemark kam über vorgespannte Betonbalken einer schwedischen Firma (Strängbeton), die in Dänemark ab 1947 produzierten. Die erste größere Anwendung von Spannbeton in einer Baukonstruktion erfolgte von Ostenfeld im Dach des Warenhauses 47 im Kopenhagener Freihafen (1948/48). Weitere frühe Spannbeton-Bauten aus Ostenfelds Ingenieurbüro waren kleinere Brücken mit Spannbeton nach der Methode von Freyssinet und die Tribüne des Stadions in Esbjerg.
Der spätere Vorstand von COWI Klaus Ostenfeld ist sein Neffe.